# Sindangasih (Banjarsari)
Sindangasih is een bestuurslaag in het regentschap Ciamis van de provincie West-Java, Indonesië. Sindangasih telt 5592 inwoners (volkstelling 2010).